# Цинк-угљенична батерија
Цинк-угљенична батерија је примарна батерија.
Развијене су од мокрог Лекланшеовог чланка.
Ова врста примарних батерија има за позитивну електроду угљени штапић који је по саставу угљеника и манган диоксида, а негативна електрода је посуда од цинка. Електролит је смјеша цинк хлорида и амонијум хлорида натопљеног у води.
Технолошки напреднији облик цинк-угљеникових батерија су цинк-хлоридне батерије, чији је електролит цинков хлорид или амонијумов хлорид. При поређењу са алкалним батеријама, мање су енергијске густине и краћег рока трајања од тих батерија исте волтаже.
Примјењује их се у кућанствима за уређаје који не троше много енергије, попут даљинских управљача и радио-уређаја са сатом. Израђују се и суве батерије које су прикладне за трајни рад. Примјењује их се за расвјету на камповању, у пољопривреди, риболову, градитељству — па их се уграђује у сталним или треперавим свјетиљкама, или у алармним уређајима.